# Толстоголовка большая
Толстоголовка большая (лат. Muschampia gigas) — бабочка из семейства толстоголовок.

## Описание
Длина переднего крыла 19—23 мм. Размах крыльев 36—43 мм. Основной фон крыльев чёрный с довольно мелкими белыми пятнами, из них прикраевые уменьшены до размеров точек. У многих самок белые пятна редуцированы вплоть до точек. На передних крыльях постдискальный ряд белых пятен является не полным. Задние крылья на нижней стороне с 2 рядами пятен в прикраевой области. Дискальный штрих на переднем крыле хорошо выражен.

## Ареал
Россия (юг Приморского края), Корейский полуостров, Северо-Восточный Китай

## Биология
Бабочки населяют разнотравные луга в неморальных лесах. Развивается в одном поколении за год. Время лёта бабочек: июль — начало августа